# Sant Disirat
Saint-Désiré és un municipi francès, situat al departament de l'Alier i a la regió d'Alvèrnia-Roine-Alps. L'any 2007 tenia 469 habitants.

## Demografia

### Població
El 2007 la població de fet de Saint-Désiré era de 469 persones. Hi havia 208 famílies de les quals 68 eren unipersonals (28 homes vivint sols i 40 dones vivint soles), 72 parelles sense fills, 64 parelles amb fills i 4 famílies monoparentals amb fills.
La població ha evolucionat segons el següent gràfic:
Habitants censats

### Habitatges
El 2007 hi havia 317 habitatges, 213 eren l'habitatge principal de la família, 63 eren segones residències i 41 estaven desocupats. 312 eren cases i 4 eren apartaments. Dels 213 habitatges principals, 174 estaven ocupats pels seus propietaris, 29 estaven llogats i ocupats pels llogaters i 10 estaven cedits a títol gratuït; 2 tenien una cambra, 19 en tenien dues, 38 en tenien tres, 62 en tenien quatre i 93 en tenien cinc o més. 129 habitatges disposaven pel capbaix d'una plaça de pàrquing. A 100 habitatges hi havia un automòbil i a 86 n'hi havia dos o més.

### Piràmide de població
La piràmide de població per edats i sexe el 2009 era:
| Homes | Edats   | Dones |
| ----- | ------- | ----- |
| 0     | 95 o +  | 4     |
| 4     | 90 a 94 | 0     |
| 4     | 85 a 89 | 12    |
| 0     | 80 a 84 | 4     |
| 12    | 75 a 79 | 8     |
| 16    | 70 a 74 | 28    |
| 16    | 65 a 69 | 24    |
| 16    | 60 a 64 | 16    |
| 20    | 55 a 59 | 24    |
| 16    | 50 a 54 | 16    |
| 16    | 45 a 49 | 16    |
| 8     | 40 a 44 | 8     |
| 20    | 35 a 39 | 12    |
| 20    | 30 a 34 | 16    |
| 0     | 25 a 29 | 12    |
| 8     | 20 a 24 | 8     |
| 16    | 15 a 19 | 4     |
| 4     | 10 a 14 | 12    |
| 28    | 5 a 9   | 8     |
| 4     | 0 a 4   | 24    |

## Economia
El 2007 la població en edat de treballar era de 275 persones, 187 eren actives i 88 eren inactives. De les 187 persones actives 170 estaven ocupades (95 homes i 75 dones) i 17 estaven aturades (6 homes i 11 dones). De les 88 persones inactives 45 estaven jubilades, 18 estaven estudiant i 25 estaven classificades com a «altres inactius».

### Ingressos
El 2009 a Saint-Désiré hi havia 219 unitats fiscals que integraven 499 persones, la mediana anual d'ingressos fiscals per persona era de 12.904 €.

### Activitats econòmiques
Dels 13 establiments que hi havia el 2007, 2 eren d'empreses alimentàries, 1 d'una empresa de construcció, 4 d'empreses de comerç i reparació d'automòbils, 1 d'una empresa de transport, 3 d'empreses d'hostatgeria i restauració, 1 d'una empresa de serveis i 1 d'una entitat de l'administració pública.
Dels 6 establiments de servei als particulars que hi havia el 2009, 1 era una oficina de correu, 1 taller de reparació d'automòbils i de material agrícola, 1 guixaire pintor, 1 veterinari i 2 restaurants.
Dels 2 establiments comercials que hi havia el 2009, 1 era una botiga de menys de 120 m² i 1 una fleca.
L'any 2000 a Saint-Désiré hi havia 44 explotacions agrícoles que ocupaven un total de 2.825 hectàrees.

## Equipaments sanitaris i escolars
L'únic equipament sanitari que hi havia el 2009 era una farmàcia.
El 2009 hi havia una escola elemental integrada dins d'un grup escolar amb les comunes properes formant una escola dispersa.

## Poblacions més properes
El següent diagrama mostra les poblacions més properes.